# Michał Rowiński
Michał Rowiński (ur. 24 września 1860 w Dobrzeszowie, b. województwo kieleckie, zm. 25 sierpnia 1925 w Warszawie) – polski teoretyk literatury, pedagog, wykładowca Uniwersytetu Warszawskiego, członek Towarzystwa Naukowego Warszawskiego.
Pochodził z rodziny chłopskiej, był synem Augustyna i Marii z Sypniewskich. Do 16. roku życia uczył się u organistów kościelnych w Łopusznie i Kielcach, następnie rozpoczął naukę w gimnazjum w Kielcach (1876-1882). W latach 1882–1886 studiował filologię klasyczną na Uniwersytecie Jagiellońskim; studia, ukończone w stopniu kandydata nauk historyczno-filologicznych Uniwersytetu Warszawskiego (1886), uzupełniał na uniwersytetach w Lipsku, Bonn i Wrocławiu. Od 1889 uczył języka niemieckiego i polskiego na pensji Jadwigi Sikorskiej w Warszawie, a od 1902 był profesorem języków klasycznych (i języka polskiego) w Gimnazjum Emiliana Konopczyńskiego w Warszawie (od 1919 pod nazwą Gimnazjum im. Adama Mickiewicza); w latach 1911–1919 był dyrektorem tego gimnazjum. W latach 1907–1909 wykładał język łaciński na Wydziale Humanistycznym Towarzystwa Kursów Naukowych w Warszawie. Przez dwa lata (1915-1917) wykładał filologię klasyczną na Uniwersytecie Warszawskim. Od 1908 był członkiem rzeczywistym Towarzystwa Naukowego Warszawskiego.
Jego zainteresowania naukowe obejmowały wersologię i prozodię. Ogłosił m.in.:
- Uwagi o wersyfikacji polskiej jako przyczynek do metryki porównawczej (1891)[2]
- Filologja klasyczna (w: Poradnik dla samouków, tom II)
- Gramatyka niemiecka (1901, w: Encyklopedyja wychowawcza, tom V)
- O budowie wiersza u Słowackiego (1909, 2 części)[3]
- Metryka polska (1915, w: Encyklopedja polska, tom III)